# Oddworld: Abe’s Oddysee
Oddworld: Abe’s Oddysee – komputerowa gra platformowa typu side-scrolling opracowana przez Oddworld Inhabitants i wydana przez GT Interactive. Pierwotnie wydana w 1997 na platformy PlayStation i Microsoft Windows w Ameryce Północnej, Australii i Europie. W Japonii na platformę PlayStation została wydana przez SoftBank pod tytułem Abe a GoGo, wersja dla systemu Windows – w 2001 roku. Oddworld: Abe’s Oddysee była pierwszą grą z planowanej kwintologii Oddworld, która obejmuje tytuły Oddworld: Abe’s Exoddus, Oddworld: Munch’s Oddysee i Oddworld: Strangers Wrath. Ponadto w 2014 roku został stworzony remake z podtytułem New n' Tasty. Gra Oddworld: Abe’s Oddysee pojawiła się także na PlayStation Classic.
Fabuła gry skupia się na tytułowym Abe, członku rasy Mudokon, pracującym jako niewolnik w wytwórni mięsa RuptureFarms w świecie Oddworld. Odkrywszy grożącą jego przyjaciołom śmierć z ręki ich zdesperowanego pana postanawia zbiec, a przy tym pomóc w ucieczce tylu uwięzionym Mudokonom, ilu tylko zdoła napotkać. Gracz wcielający się w Abe ma za zadanie bezpieczne opuszczenie fabryki, a następnie podjęcie trudnego zadania odrodzenia jego zniewolonego ludu.
Abe’s Oddysee spotkał się z uznaniem recenzentów za innowacyjną rozgrywkę, ciekawą grafikę czy dobrze przygotowane cut-sceny wprowadzające do kolejnych etapów; jednakże, zastosowany system Large Learning Curve (nauki zasad gry) oraz zachowywanie stanu gry tylko w wyznaczonych miejscach spotkało się z wyraźną krytyką.

## Rozgrywka
Abe’s Oddysee jest dwuwymiarową grą platformową typu side-scrolling. Świat gry przedstawiany jest w formie ekranów: wraz z przekroczeniem jego granic zmianie ulega otoczenie w którym przebywa gracz. Większość ekranów zawiera różnorakie zagadki, do których rozwiązania należy użyć szczególnych zdolności Abe’a: GameSpeaku, opętania, umiejętności aktywacji i dezaktywacji min lub przełączników oraz możliwości wykorzystywania kamieni, granatów, czy kawałków mięsa, które mogą być podnoszone i wykorzystywane na różne sposoby. Do zdolności bohatera należą: skradanie się, chodzenie, bieg, tarzanie się, podwieszanie się, skakanie, kucanie – każda z nich ma własne zastosowanie, a wszystkie razem tworzą zestaw ruchów konieczny do przetrwania.
W grze nie można wyróżnić żadnego interfejsu graficznego ani HUD-u. Informacje przekazywane są graczowi na wiele różnych sposobów: poprzez instruujące ekrany, które mogą być włączone przez gracza, neony znajdujące się w tle lub przez grupy świetlików, które podczas modlitwy postaci ustawiają się tak, aby utworzyć napis. Postaci w grze nie mają punktów zdrowia, bezpośredni atak (np. postrzelenie, zmiażdżenie) powoduje natychmiastową śmierć. Gracz ma jednakże nieograniczoną liczbę żyć, a po śmierci Abe odradza się na początku planszy.

## Produkcja
Produkcję Oddworld: Abe’s Oddysee rozpoczęto w styczniu 1995 roku pod tytułem roboczym SoulStorm. Po zdobyciu praw wydawniczych przez GT Interactive 12 września 1996 zmieniono tytuł na Oddworld: Abe’s Oddysee. Gra miała pokaz prywatny na E3 '96, ale dopiero na E3 '97 została zauważona przez dziennikarzy. Wersja gry pokazana na E3 '97 była zauważalnie podobna do wydanej wersji, a Abe’s Oddysee miał gładki przebieg cyklu produkcyjnego z kilkoma późnymi zmianami.
Pierwsza odsłona na PlayStation oraz Windows odbyła się 19 sierpnia 1997 roku, dniu nazwanym przez producenta i wydawcę Odd Friday (Dziwnym piątkiem); pierwotnie wydano ponad 500 000 egzemplarzy na całym świecie. Wersję japońską wydano w październiku.

## Odbiór
| Publikacja          | Ocena                                | Komentarz                                                    |
| ------------------- | ------------------------------------ | ------------------------------------------------------------ |
| PC Zone             | 8,1 na 10                            | „krótko: Abe’s Oddysee wygląda i brzmi cholernie znakomicie” |
| Edge                | 8 na 10                              | „to gra dająca satysfakcję i przyjemność”                    |
| GamePro             | 9 na 10                              | „dostarcza innowacyjnej, wypełnionej strategią rozgrywki”    |
| GameSpot            | 8,4 na 10                            | „zachowuje równowagę w elementach akcji i zagadek”           |
| IGN                 | 7,5 na 10                            | „angażująca alternatywa”                                     |
| Agregatory recenzji |                                      |                                                              |
| Game Rankings       | 89 na 100 (na podstawie 22 recenzji) | 89 na 100 (na podstawie 22 recenzji)                         |
| Metacritic          | 85 na 100 (na podstawie 10 recenzji) | 85 na 100 (na podstawie 10 recenzji)                         |

## Wersje alternatywne

### Wersja japońska
Wydawca japoński, SoftBank, zmienił tytuł z Abe’s Oddysee na Abe a GoGo. Inne zmiany obejmowały grafikę opakowań Mudokon Pops!, które pierwotnie składały się z głów Mudokonów nadzianych na patyki. Z powodu nieujawnionych wydarzeń bieżących w Japonii zmieniono wykończenie na bardziej niejednoznaczne, „radośniejsze”. Projekt głównego bohatera, Abe’a, i innych Mudokonów również został znacząco zmieniony. Pewne japońskie grupy nacisku były urażone tym, że Mudokoni mieli cztery palce, ponieważ społeczeństwo patrzyło z góry na historyczną podklasę japońskiego społeczeństwa pakowaczy mięsa. Cztery palce lub pokazywanie innym czterech palców miało sugerować, że ktoś miał być członkiem tej podklasy, co było charakterystyczne dla tej grupy, której członkowie mieli częste wypadki przy pracy. Oddworld Inhabitants musieli zmienić wygląd Mudokonów, aby mieli tylko trzy palce, albo stawić czoła pozwom prawnym i możliwości dużych kar.
Kolejne wersje Abe’s Oddysee wydane poza Japonią obejmowały zmianę opakowań oraz dłoni Mudokonów. Przyszłe gry i media również uznały te zmiany za kanon.

### Animacja „Guardian Angel”
W wersjach na PlayStation wydanych poza Japonią po „perfekcyjnym” ukończeniu gry – ze wszystkimi możliwymi do uratowania niewolnikami mudokońskimi – odblokowywany jest FMV nazwany „Guardian Angel” (Anioł Stróż). Filmik przedstawia pojmanego Abe’a dręczonego przez Shrinka, mechaniczne stworzenie obdarzone wyszukaną sztuczną inteligencją. FMV jest godny uwagi ze względu na swoją wyłączność w wersji na PlayStation i wprowadzenie nowej postaci do mitologii Oddworld. Postać była rzekomo częścią wczesnej kampanii reklamowej, która obejmowała reklamy telewizyjne, ale została ostatecznie porzucona.

### Wersja Game Boy
Wersja na konsolę Game Boy została wydana pod tytułem Oddworld Adventures; została zaprogramowana przez Saffire i wydana przez GT Interactive w 1998. Gra jest znacząco okrojoną wersją Abe’s Oddysee z kilkoma tylko podobnymi poziomami i brakiem fabuły.